# Sanção penal

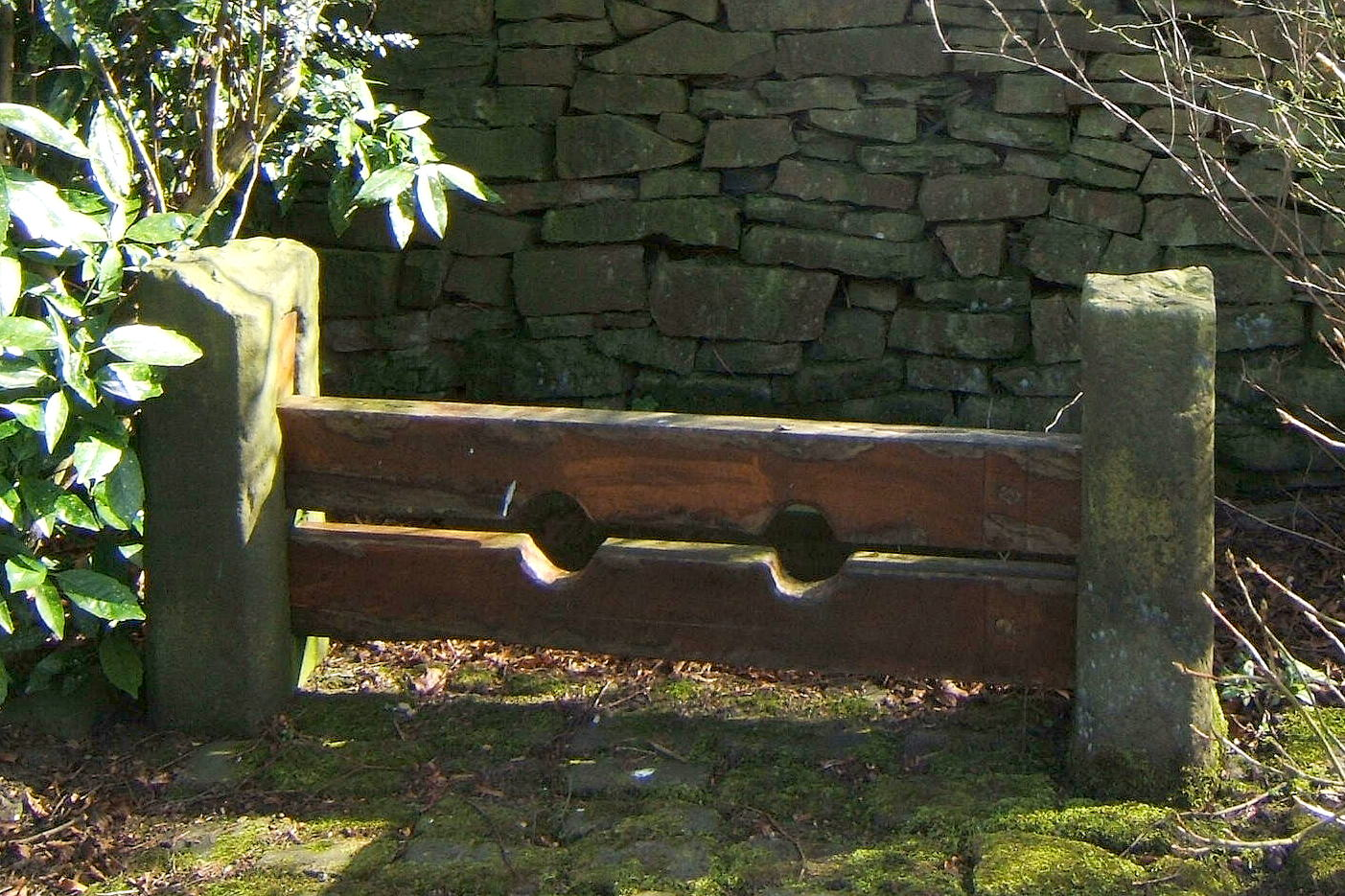
As antigas village stocks em Chapeltown, Lancashire, Inglaterra

De forma geral, punição, castigo,  ou sanção penal quando aplicadas usando as leis de um país específico, é a imposição de um resultado indesejável ou desagradável sobre um grupo ou indivíduo, imposto por uma autoridade - em contextos que vão desde a disciplina infantil ao direito penal - como resposta e dissuasão a uma determinada ação ou comportamento que é considerado indesejável ou inaceitável . O raciocínio pode ser condicionar uma criança a evitar o auto-risco, impor a conformidade social (em particular, nos contextos de educação compulsória ou disciplina militar), defender normas, proteger contra danos futuros (em particular, os crimes violentos), e manter a lei - e o respeito pela lei - sob a qual o grupo social é governado.
 O castigo pode ser auto-infligido como com auto-flagelação e mortificação da carne no ambiente religioso, mas é na maioria das vezes uma forma de coerção social.

## No Brasil
A sanção, ou pena, deverá ser cumprida em regime fechado, se a pena for superior a 8 anos; em regime semiaberto se a pena for de 4 a 8 anos; e em regime aberto se a pena for inferior a 4 anos.

## Teorias
Os fins das penas são explicados pelas seguintes teorias:
- Teoria Absoluta ou da Retribuição - Para essa teoria, a pena é a retribuição do mal injusto praticado pelo criminoso.
- Teoria Relativa, Finalista, Utilitária ou da Prevenção - Divide-se em prevenção especial e prevenção geral.

1. A prevenção especial consiste na ameaça (exemploː pena de prisão suspensa na sua execução) ou segregação (pena de prisão efectiva) imposta ao condenado face à sociedade, tentando a sua reeducação com vista ao não cometimento futuro de novos crimes.
2. A prevenção geral é representada pela intimidação dirigida ao ambiente social em que o crime foi cometido, fazendo com que as pessoas não cometam crimes por receio de receber punição idêntica ou semelhante que viram aplicar ao condenado (pena ou castigo exemplar, para servir de exemplo aos demais). Esta é a teoria vigente no actual Código Penal Português.

- Teoria Mista, Eclética, Intermediária ou Conciliatória - A pena tem a dupla função: de punir o criminoso e prevenir a prática do crime pela reeducação e pela intimidação coletiva. É a adotada pela reforma de 1984, pois é, ao mesmo tempo retributiva e preventiva, conforme dispõe a parte final do artigo 59 do Código Penal brasileiro de 1940:

| “ | [...] estabelecerá, conforme seja necessário e suficiente para reprovação e prevenção do crime. | ” |

Segundo esta teoria, portanto, a pena tem caráter retributivo e preventivo. O seu caráter preventivo se desdobra em:
1. Geral negativo – é o poder intimidatório que a pena representa a toda sociedade, destinatária da norma penal;

1. Geral positivo – demonstra e reafirma a existência e a eficiência do direito penal;

1. Especial negativo – tem caráter intimidativo ao autor de uma infração penal para que não volte a delinquir, recolhendo-o ao cárcere, quando necessário, evitando, deste modo, a prática de outras infrações;

1. Especial positivo – busca a ressocialização do condenado, reinserindo-o na sociedade.

## Etapas Evolutivas da Sanção Penal
- Vingança privada: o próprio ofendido se incumbia de realizar a vingança.
- Vingança pública: a comunidade realizava a vingança como forma de evitar uma reação desproporcional ao delito.

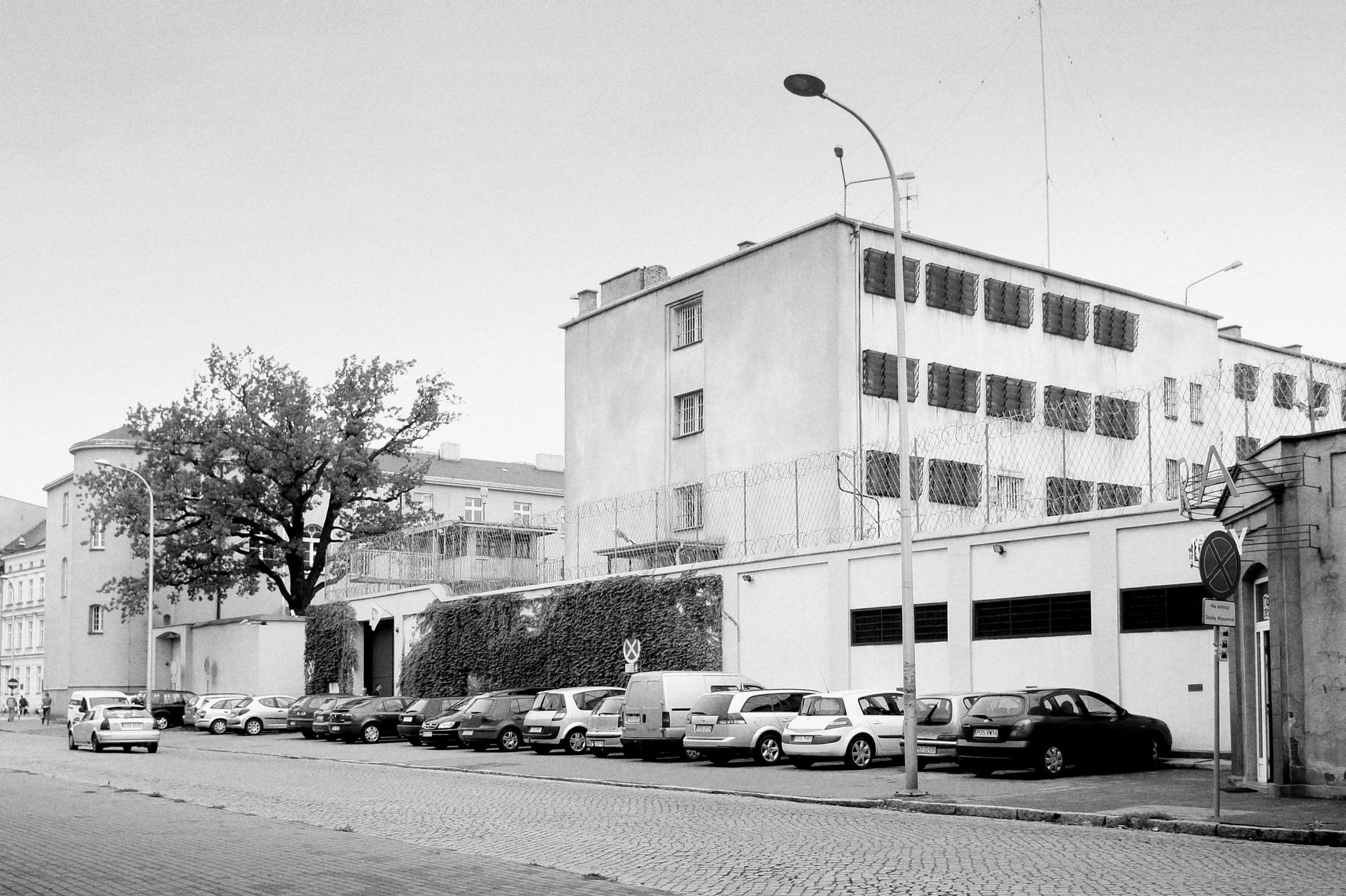
Prisão na Polôniaː o confinamento em prisões é uma das formas mais comuns de sanção penal

- Iluminismo: Cesare Beccaria
- Criminologia e vitimologia atuais.